# Championnat d'Ukraine de football de deuxième division 2014-2015
Navigation
2013-2014 2015-2016
Le  Championnat d'Ukraine de football D2 2014-2015 est la 24e saison de la Persha Liha, la seconde division ukrainienne.
Cinq nouvelles équipes ont été promues de la seconde ligue 2013-2014 :
- Stal Dniprodzerjynsk – (qui revient après une absence de six saisons)
- Hirnyk-Sport Komsomolsk (première saison)
- FK Ternopil (première saison)
- Hirnyk Kryvyi Rih – (première saison)

Aucune équipe n'est reléguée de la première ligue ukrainienne 2013-2014, en raison de la non-participation des équipes de la Crimée.

## Classement
| Rang | Équipe                    | Pts | J  | G  | N  | P  | Bp | Bc | Diff |
| ---- | ------------------------- | --- | -- | -- | -- | -- | -- | -- | ---- |
| 1    | FK Oleksandriïa           | 72  | 30 | 22 | 6  | 2  | 53 | 15 | +38  |
| 2    | Stal Dniprodzerjynsk P    | 60  | 30 | 17 | 9  | 4  | 45 | 21 | +24  |
| 3    | Hirnyk-Sport Komsomolsk P | 57  | 30 | 16 | 9  | 5  | 44 | 24 | +20  |
| 4    | Zirka Kirovohrad          | 49  | 30 | 14 | 7  | 9  | 42 | 27 | +15  |
| 5    | Desna Tchernihiv          | 47  | 30 | 12 | 11 | 7  | 44 | 27 | +17  |
| 6    | Dynamo-2 Kiev             | 44  | 30 | 12 | 8  | 10 | 35 | 29 | +6   |
| 7    | Helios Kharkiv            | 44  | 30 | 12 | 8  | 10 | 30 | 25 | +5   |
| 8    | FK Soumy                  | 43  | 30 | 12 | 7  | 11 | 35 | 41 | -6   |
| 9    | Hirnyk Kryvyi Rih P       | 42  | 30 | 10 | 12 | 8  | 32 | 26 | +6   |
| 10   | FK Poltava                | 42  | 30 | 11 | 9  | 10 | 29 | 27 | +2   |
| 11   | FK Ternopil P             | 41  | 30 | 11 | 8  | 11 | 33 | 49 | -16  |
| 12   | Naftovyk Okhtyrka         | 40  | 30 | 10 | 10 | 10 | 32 | 34 | -2   |
| 13   | Nyva Ternopil             | 27  | 30 | 8  | 3  | 19 | 25 | 52 | -27  |
| 14   | MFK Mykolaïv              | 24  | 30 | 6  | 6  | 18 | 34 | 67 | -33  |
| 15   | Stal Altchevsk            | 15  | 30 | 5  | 0  | 25 | 16 | 28 | -12  |
| 16   | Bukovyna Tchernivtsi      | 15  | 30 | 4  | 3  | 23 | 24 | 61 | -37  |

| Légende : Qualifications et relégations | Légende : Qualifications et relégations |
| --------------------------------------- | --------------------------------------- |
|                                         | Promu en Premier-Liga                   |
|                                         | Barrage de relégation                   |
|                                         | Relégation en Drouha Liha               |
|                                         | Abandon                                 |

1. ↑  Le Stal Altchevsk se retire de la compétition à la mi-saison en raison de la guerre du Donbass[1].

### Barrages de relégation
| Équipe            | Aller | Total | Retour | Équipe                   |
| ----------------- | ----- | ----- | ------ | ------------------------ |
| MFK Mykolaïv (D2) | 0 - 0 | 1 - 0 | 1 - 0  | (D3) Kremin Krementchouk |